# Campionatele europene de gimnastică feminină din 2004
Campionatele europene de gimnastică feminină din 2004, care au reprezentat a douăzecișicincea ediție a competiției gimnasticii artistice feminine a "bătrânului continent", au avut loc în orașul Amsterdam din Țările de Jos.
Datorită valorii mondiale a gimnasticii europene, campionatele europene de gimnastică feminină au coincis, pentru foarte mulți ani, cu replica sa mondială.